# Lluís Peñaranda i Pons
Lluís Peñaranda i Pons (Barcelona, 29 de desembre del 1947 - Figueres, 14 de desembre del 2010) va ser un pintor, il·lustrador, dissenyador gràfic i format en artteràpia.

## Biografia[1]
Lluís Peñaranda va néixer a Barcelona i va començar el seu aprenentatge artístic l'any 1959 al taller del pintor Vicenç Casals Grau a Granollers.
Després de viure la seva infantesa a Granollers, l'any 1964 es trasllada a Barcelona on assisteix a classes a l'Escola Massana i es forma en dibuix, pintura i disseny gràfic.
L'any 1970 van crear el col·lectiu Formes d'Avui juntament amb Daniel Lleixà, Josep Plandiura, Marta Ros, Jordi Vallès i Ramón Viñas. Uns anys més tard, concretament l'any 1978, es va traslladar a Figueres i l'any 1997 a Castelló d'Empúries. En aquella època va fer diversos projectes com a il·lustrador.
L'any 2000 es va formar en artteràpia i, des de llavors, va treballar amb malalts d'alzheimer amb projectes creatius fins a la seva mort, l'any 2010.

## Vida artística
Ell mateix deia de la seva obra: "No descric res nou sobre les tres dimensions: alt baix i profund. El que ho fa diferent és en el que és personal: com un ho percep, ho viu, sent la seva presència en la mateixa experiència. Entre l'adorable i l'inabordable aprenc a acceptar, a compartir el que m'associa i agrupa i, al mateix temps, em separa".
L'any 1993 a Albons, va exposar la seva obra sota el nom de Dibuixos/1965-1993. Retrospectiva. Narcís Pijoan en deia: "Sembla com si Peñaranda s'allunyés de tota mena de contactes exteriors, per tal d'inventar amb tota naturalitat uns secrets inescrutables, poemes grotescos, servint-se d'una rara imaginació les reminiscències de la qual procedeixen, potser, de l'art hindú.
Durant el 2001, Peñaranda va crear dinou il·lustracions amb tinta xinesa per acompanyar el poemari Càntic dels càntics. Aquestes peces van restar guardades en una carpeta durant anys, ja que no es va arribar a publicar mai.
L'any 2017, set anys després de la seva mort, el Museu de l'Empordà de Figueres pren el títol d'un element de la natura que fascinava a Peñaranda per retre-li homenatge i organitza una exposició anomenada Flor de cotó, juntament amb el Museu de Granollers, on es poden veure les seves obres. A Lluís Peñaranda també li agradava l'escriptura i sempre ho feia en castellà. Les responsables de l'exposició han respectat les seves preferències i han afegit textos inèdits, un haiku amb molt de sentiment.
De fet, es podien llegir diversos textos de la mà de Lluís Peñaranda, com el titulat Ruina, l'any 2008.

### Obra objectual
Des dels seus inicis, a començament dels anys setanta i durant tota la seva trajectòria, en paral·lel a la seva obra plàstica, Peñaranda va participar en la renovació del llenguatge escultòric. Amb una línia clarament conceptual, va transitar entre l' arte povera, l' objet trouvé i els assemblages.
Entre les seves obres escultòriques, podem trobar El Silenci del Ossos. Dues peces construïdes amb ossos que l'artista va trobar a la platja del Clapé a Portbou (Alt Empordà).

### Pintura i dibuix
La formació en dibuix i disseny gràfic va marcar el conjunt de l'obra plàstica de Peñaranda. Com ha indicat Juliette Murphy: El seu art va evolucionar des d'uns inicis conceptuals a un món oníric imbuït de màgia, que va abastar també els seus assemblages i performances. Al seu torn, Narcís Pijoan va escriure: Lluís Peñaranda es dedica a alliberar les superfícies dels papers de trames massa òbvies, apostant a favor d'un ordre més introspectiu, d'una dialèctica més íntima.
Dins el seu univers oníric trobem personatges enigmàtics amb simbolismes recurrents, com l'ull, l'espiral o el mandala. Dibuixos detallistes i precisos però, a la vegada, misteriosos. Una obra intuïtiva i psicològica.
Actualment, hi ha una obra seva al MOMA de Machynlleth (Anglaterra)

### Acció i performance
Entre les seves diverses performances, cal remarcar la seva participació en Ocupacions convocada per la Plataforma Empordanesa d'Art Contemporani, PH (1997) i realitzada als carrers de Figueres; Trànsit de lletres, a la Galeria Lola Ventós de Figueres (2008), i El so que emet l'univers no el sentim perquè ens hi hem acostumat a l'Arts Santa Mònica de Barcelona (2009).

## Artteràpia
Tot i que va començar la seva formació l'any 2000, Peñaranda es va bolcar en el món de l'artteràpia a partir de l'any 1994
Des d'aquell moment, Lluís Peñaranda no deixà de banda la seva vessant artística, i compaginava la pintura amb el treball creatiu amb malalts d'Alzheimer.
L'artista també va col·laborar amb el Institut de Sociologia i psicologia aplicades, actual IATBA (Institut d'Artteràpia Transdisciplinaria de Barcelona) impartint alguns cursos, com el titulat Creativitat i Gent Gran, l'any 2006.